# Siegfried Ascher
Siegfried Ascher (* 22. Juni 1877 in Berlin; † 22. Februar 1962 in Haifa) war ein deutscher Architekt und ein bedeutender Ganzsachen-Philatelist. Sein philatelistisches Hauptwerk ist der „Große Ganzsachen-Katalog“, der bis heute ein international wichtiges Standardwerk ist.

## Leben
Ascher lebte in Berlin-Wilmersdorf und arbeitete als Architekt und gerichtlicher Sachverständiger für Bauangelegenheiten. Im Ersten Weltkrieg war er Hauptmann und erhielt 1915 das Eiserne Kreuz. Im Alter von 29 Jahren begann er mit dem Sammeln von Ganzsachen. Seit 1909 war er Mitglied im Berliner Ganzsachen-Sammler Verein von 1901 (BGSV) und ab 1912 gehörte er dem Vorstand des BGSV an. Er war mit sowohl mit Carl Lindenberg als auch Franz Kalckhoff befreundet. Durch seine Mitwirkung am Ganzsachenkatalog der Gebrüder Senf von 1914, arbeitete er sich in die Erstellung von Ganzsachenkatalogen ein.
Teile seiner Ganzsachensammlung verkaufte Ascher an Ernst und Franz Petschek. Im Jahr 1939 emigrierte er in das damalige Palästina, wobei der Hauptteil seiner Sammlung verloren ging. In Israel war Ascher maßgeblich an der Gründung des dortigen Philatelistenverbands beteiligt.

## Philatelistische Werke
Der kleinere Vorläufer des großen Ascher-Katalogs war:
- Der Ganzsachen-Katalog 1913–1920: Aufstellung der von 1913 bis 1920 neu erschienen staatlichen Ganzsachen, Verlag: R. Noske, Borna (Bez. Leipzig), 1921 (173 Seiten)

Den großen Ascher-Katalog bearbeitet er mit Hilfe von einigen Ganzsachensammlern, zwischen 1923 und 1929 als neun Teillieferungen. Diese Teillieferungen erschienen nach und nach als kleinere Bände und auch als Gesamtwerk in zwei großen Bänden: 
- Große Ganzsachen-Katalog 1925–1928. Verlag R. Noske, Borna bei Leipzig (mit über 1300 Seiten)
  - Band 1 von 1925: Afghanistan bis Mittelkongo
  - Band 2 von 1928: Mocambique bis Württemberg

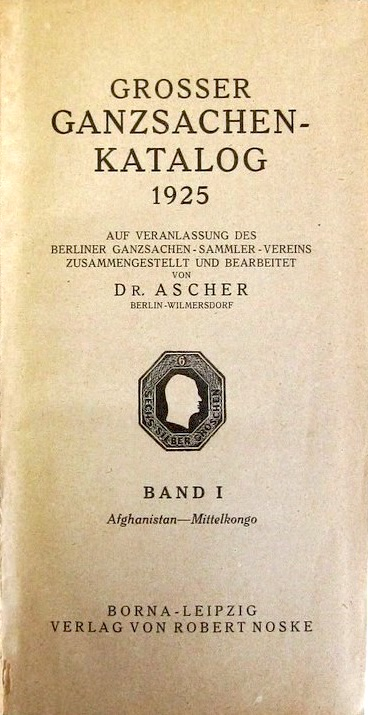
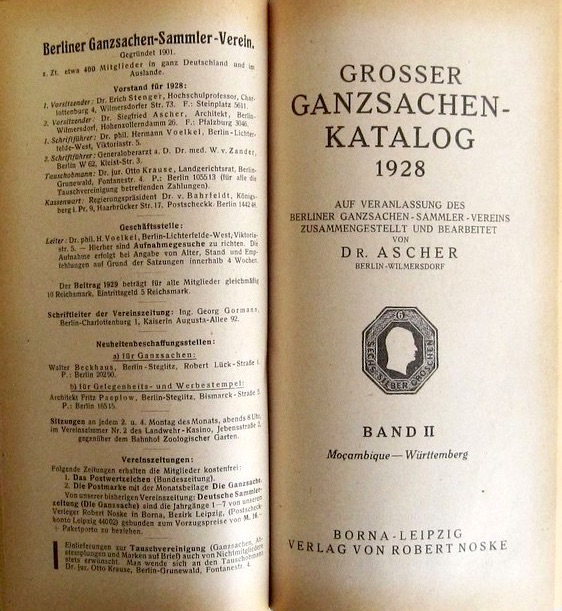

Dieser Katalog ist bis heute immer wieder erschienen. Es erschienen zudem wiederholt neuere Preislisten für die im Katalog gelisteten Ganzsachen:
- 1. Ausgabe von 1975 mit 62 Seiten[9][10]
- 2. Ausgabe von 1988 mit 216 Seiten
- 3. Ausgabe von 1996 mit 176 Seiten
- 4. Ausgabe von ca. [2004] mit 177 Seiten[11]

Ein weiterer Katalog in Zusammenarbeit mit Theodor Junker war:
- Die Deutschen Ganzsachen 1850–1930. Verlag R. Noske, Borna bei Leipzig 1932 (390 Seiten)

Außerdem stammen von ihm u. a. einige philatelistische Artikel bzw. Studien, die den damaligen Zeitschriften für Postwertzeichensammler erschienen. Für Ganzsachenzeitschrift des Berliner Ganzsachen-Sammler Vereins (BGSV) war er von 1919 bis 1929 Schriftleiter, sie änderte ihren Titel im Lauf der Zeit mehrfach.

## Ehrungen & Auszeichnungen
- Ehrenmitglied im Berliner Ganzsachen-Sammler Verein 1926[15]
- Lindenberg-Medaille 1933[16]
- Ehrenvorsitzender im israelischen Philatelistenverband seit 1945[17]
- Stiftung der Ascher-Medaille vom israelischen Verband 1947, zu Ehren seines 70. Geburtstags[16]
- Ehrenmitglied im Berliner Philatelisten-Klub seit 1957[17]
- Kalckhoff-Medaille 1959[18]